# Dois Irmãos das Missões
Dois Irmãos das Missões é um município brasileiro do estado do Rio Grande do Sul.

## Geografia
Localiza-se nas coordenadas 27° 39′ 32″ S, 53° 31′ 51″ O, estando a uma altitude de 527 metros. Sua população estimada em 2010 era de 2.157 habitantes.
Suas cidades limítrofes são Redentora, Erval Seco, Boa Vista das Missões e Palmeira das Missões.